# Sarikolkette
Die Sarikolkette (russisch Сарыко́льский хребе́т;tadschikisch Раште Кух Сарикол) ist ein Gebirgszug im östlichen Pamir entlang der Grenze zwischen Tadschikistan und der Volksrepublik China.
Die Sarikolkette erstreckt sich über eine Länge von 350 km mit überwiegender Nord-Süd-Ausrichtung. Sie verläuft parallel zur östlich gelegenen Kaschgarkette. Im Norden wird der Gebirgszug vom Flusslauf des Markansu, im Süden vom Beyik-Pass begrenzt. Die Sarikolkette bildet die Wasserscheide zwischen Tarim, dem See Karakul und dem Amudarja. Höchster Berg des Gebirgszugs ist der Pik Ljawirdyr mit 6351 m. Klima und Vegetation der Sarikolkette entsprechen der einer kalten Hochlandwüste.
Der Uzbel-Pass verbindet China mit Tadschikistan.